# Alexis, Illinois
Alexis je vas, ki leži v Okrožjih Mercer in Warren v ameriški zvezni državi Illinois.
Po popisu prebivalstva iz leta 2000 v naselju živi 863 ljudi na 1,3 km².